# Новая Алешковка (Лоевский район)
Новая Алешковка (бел. Новая Алешкаўка) — деревня в Ручаёвском сельсовете Лоевского района Гомельской области Беларуси.
На юге, востоке и севере граничит с лесом.

## География

### Расположение
В 21 км на юго-запад от Лоева, 81 км от железнодорожной станции Речица (на линии Гомель — Калинковичи), 105 км от Гомеля.

## Транспортная сеть
Транспортные связи по просёлочной, затем автомобильной дороге Брагин — Лоев. Планировка состоит из 2 коротких улиц, близких к широтной ориентации, соединённых переулком. Жилые дома деревянные, усадебного типа.

## История
Основана во 2-й половине XIX века, когда переселенцы из деревни Алешковка здесь основали хутор, у которого позже установилось наименование деревня Новая Алешковка, а деревню Алешковка стали именовать Старая Алешковка. В 1908 году в Ручаёвской волости Речицкого уезда Минской губернии. В 1931 году жители вступили в колхоз. Согласно переписи 1959 года в составе колхоза «Коммунист» (центр — деревня Димамерки).

## Население

### Численность
- 1999 год — 42 хозяйства, 98 жителей.

### Динамика
- 1908 год — 17 дворов 101 житель.
- 1959 год — 161 житель (согласно переписи).
- 1999 год — 42 хозяйства, 98 жителей.